# Charles Heidelberger
Charles Heidelberger (* 23. Dezember 1920 in New York City; † 18. Januar 1983 in Pasadena, Kalifornien) war ein amerikanischer Chemiker und Krebsforscher. Er wirkte von 1948 bis 1976 als Professor für Onkologie an der University of Wisconsin–Madison sowie von 1976 bis zu seinem Tod als Professor für Biochemie und Pathologie an der University of Southern California.
In der Forschung widmete er sich insbesondere den Mechanismen der chemikalieninduzierten Krebsentstehung und der Entwicklung von Wirkstoffen zur Krebsbehandlung. Zu seinen Leistungen, für die er verschiedene Wissenschaftspreise erhielt und 1978 in die National Academy of Sciences aufgenommen wurde, zählte die Entwicklung der Substanz 5-Fluoruracil, die bis in die Gegenwart zur Chemotherapie von Tumoren eingesetzt wird.

## Leben
Charles Heidelberger wurde 1920 in New York City als Sohn des Immunologen Michael Heidelberger geboren und absolvierte ab 1937 ein Studium der Chemie an der Harvard University, an der er 1942 einen S.B.- und 1944 einen M.S.-Abschluss erlangte sowie 1946 bei Louis Frederick Fieser in organischer Chemie mit der Arbeit I. Some derivatives of p,p'-diaminodiphenyl sulfone. II. The synthesis and antimalarial activity of some naphthoquinones. III. A preliminary study of the mechanism of the peroxide alkylation of quinones promovierte. Anschließend wechselte er als Post-Doktorand an die University of California, Berkeley, wo er sich in der Arbeitsgruppe des späteren Nobelpreisträgers Melvin Calvin insbesondere mit der Synthese, dem Metabolismus und der Anwendung von Verbindungen mit radioaktiv markierten Kohlenstoffatomen beschäftigte.
1948 wurde er Assistenzprofessor für Onkologie am McArdle Laboratory for Cancer Research der University of Wisconsin–Madison, an der er 1952 zum Associate Professor und 1958 zum Professor befördert wurde sowie 1960 eine lebenslange Professur der American Cancer Society erhielt. Darüber hinaus wurde er 1973 stellvertretender Direktor für Grundlagenforschung am Wisconsin Clinical Cancer Center der medizinischen Fakultät der Universität. Im Jahr 1976 wechselte er an die University of Southern California, an der er eine Professur für Biochemie und Pathologie und die Position des Direktors für Grundlagenforschung am USC Comprehensive Cancer Center übernahm, die er beide bis zu seinem Tod innehatte.
Charles Heidelberger war ab 1943 in erster und ab 1975 in zweiter Ehe verheiratet sowie Vater eines Sohnes und zweier Töchter. Zu seinen Hobbys zählten die Musik, insbesondere das Violine- und Trompetespielen, sowie das Segeln und die Fotografie. Während seiner Studienzeit war er Mitglied des Harvard Symphony Orchestra, in seinem späteren Leben spielte er in mehreren Jazzbands. Er starb 1983 im Alter von 62 Jahren in Pasadena infolge eines Karzinoms der Nasennebenhöhle.

## Wissenschaftliches Wirken
Charles Heidelberger, der mehr als 350 wissenschaftliche Publikationen veröffentlichte, widmete sich im Laufe seiner Karriere verschiedenen Aspekten der Grundlagenforschung zu den Ursachen der Krebsentstehung. So untersuchte er die krebserzeugende Wirkung von polycyclischen aromatischen Kohlenwasserstoffen und die Mechanismen der Krebsinduktion durch Chemikalien in Zellen, insbesondere die Effekte von Karzinogenen auf Nukleinsäuren. Außerdem etablierte er verschiedene für die Krebsforschung relevante Zellkulturtechniken und die Mauszelllinie 10T1/2.
Im Bereich der klinischen Onkologie galt sein Interesse der Entwicklung von Wirkstoffen zur Krebsbehandlung. Er synthetisierte unter anderem die Substanz 5-Fluoruracil, die bis in die Gegenwart zur Chemotherapie bestimmter Tumore genutzt wird, und untersuchte die biochemischen Grundlagen von deren Wirkung. Aus diesem Grund gilt er als Pionier der Einführung von Antimetaboliten zur Nutzung als Zytostatika. In späteren Jahren beschäftigte er sich auch mit der Entwicklung von Methoden zur Vorhersage der individuellen Reaktion eines Patienten auf eine Chemotherapie.
Von 1959 bis 1962, von 1965 bis 1967 und von 1975 bis 1978 war er Mitglied im Vorstand der American Association for Cancer Research.

## Auszeichnungen
Charles Heidelberger wurde 1978 in die National Academy of Sciences aufgenommen und drei Jahre später an der University of Southern California zum Distinguished Professor ernannt. Er und sein Vater zählen zu den wenigen Vater-Sohn-Paaren, die zu Lebzeiten gemeinsam der National Academy of Sciences angehörten.
Darüber hinaus erhielt er 1958 den Langer-Teplitz Award der Ann Langer Cancer Research Foundation, 1969 den Lucy Wortham James Award der James Ewing Society, 1970 den Clowes Memorial Award der American Association for Cancer Research, 1974 den American Cancer Society National Award, 1976 den Lila Gruber Award der American Academy of Dermatology, 1978 den Papanicolaou Award des Papanicolaou Institute sowie 1982 den C. Chester Stock Award des Memorial Sloan-Kettering Cancer Center und den erstmals verliehenen und mit 100.000 US-Dollar dotierten Athayde International Cancer Prize der International Union against Cancer.
Zur Erinnerung an Charles Heidelberger tragen das Charles Heidelberger Symposium on Cancer Research, eine alle ein bis zwei Jahre stattfindende internationale Fachtagung zur Krebsforschung, und der von der International Society of Gastroenterological Carcinogenesis verliehene Charles Heidelberger Award seinen Namen.

## Werke (Auswahl)
- Isotopic Carbon: Techniques in its Measurement and Chemical Manipulation. New York 1949, London 1960 (als Mitautor)
- Charles Heidelberger et al.: Fluorinated Pyrimidines, A New Class of Tumour-Inhibitory Compounds. In: Nature. Band 179, Ausgabe 4561 vom 30. März 1957, S. 663–666
- Fluorinated Pyrimidines and their Nucleosides. New York, Chichester und Brisbane 1983 (als Mitautor)